# Festiwal Kina Niezależnego „OFF jak gorąco”
Festiwal Kina Niezależnego „OFF jak gorąco” – festiwal filmowy odbywający w latach 2006–2011 w Łodzi. 
Festiwal filmowy organizowany od 2006 w Kinie Charlie. W ramach festiwalu odbywa się konkurs na najlepszy film niezależny w dwóch kategoriach: filmy szkolne i filmy niezależne. Organizatorem festiwalu  było Kino Charlie (we wszystkich latach) oraz Akademia Humanistyczno-Ekonomiczna w Łodzi (w latach 2006−2010; kierunki: Realizacja Obrazu Filmowego Telewizyjnego i Fotografia oraz Kulturoznawstwo) i Stowarzyszenie „Łódź Filmowa” (w roku 2011).
Nagrodą główną jest statuetka Złotej Lokomotywy. Konkurs obejmował filmy należące do szeroko pojętego pojęcia kina niezależnego (filmy amatorskie, szkolne, etiudy, krótkie formy, filmy dokumentalne, teledyski).

## Daty poszczególnych edycji
- 9–11 czerwca 2006: 1 Festiwal Kina Niezależnego „OFF jak gorąco”
- 15–17 czerwca 2007: 2 Festiwal Kina Niezależnego „OFF jak gorąco”
- 13–15 czerwca 2008: 3 Festiwal Kina Niezależnego „OFF jak gorąco”
- 12–14 czerwca 2009: 4 Festiwal Kina Niezależnego „OFF jak gorąco”
- 11–13 czerwca 2010: 5 Festiwal Kina Niezależnego „OFF jak gorąco”
- 10–12 czerwca 2011: 6 Festiwal Kina Niezależnego „OFF jak gorąco”

## 1 edycja (2006)

### Jury
Skład jury:
- Filip Bajon (reżyser, scenarzysta)
- Mariola Wiktor (dziennikarka filmowa)
- Piotr Trzaskalski (reżyser)
- Łukasz Dzięcioł (producent)
- Greg Zglinski (reżyser)

### Laureaci
- Najlepsza etiuda szkolna: Nadzieja reż. Rafał Ramatowski
- Najlepsza etiuda szkolna (wyróżnienie) :  Ja złamałem rękę reż. Paweł Kostkowski.
- Najlepszy film niezależny:   statuetka Złota Lokomotywa za filmy :  STiUDENT, Koperta, Przepraszam reż. Hubert Gotkowski
  - Najlepszy film niezależny (dwie równorzędne  nagrody):
- Punkt widzenia reż. Paweł Wysoczański
- Wszystko według planu reż. Tadeusz Śliwa.
  - Najlepszy film niezależny (Wyróżnienie):
- IDI AMIN IDI reż. Paweł Bartosik.
- Stadium reż. Marek Cichy
- Dwóch ludzi z kasą reż.Krzysztof Jankowski
- Nagroda Publiczności: Tunel reż. Michał Klimczak i Karol Wyrznacki[3]

## 2 edycja (2007)

### Jury
Skład jury:
- Filip Bajon (reżyser, scenarzysta)
- Piotr Szczepański (operator, reżyser)
- Artur Cichmiński (dziennikarz, Stopklatka.pl)
- Grzegorz Lipiec (reżyser)
- Stanisław Mąderek (reżyser, scenarzysta)

### Laureaci
- Grand Prix: dla Najlepszego Filmu Niezależnego:  „Nie panikuj!” reż. Bodo Kox
- Najlepszy Film Szkolny: „Złota Lokomotywa” dla „Deevanah” reż. Izabela Przylipiak
- Nagrodę Publiczności:  „Schody do nieba” reż. Karol Wysznacki i Michał Klimaczak[5]

## 3 edycja (2008)

### Jury
Skład jury:
- Filip Bajon (reżyser, scenarzysta) – przewodniczący jury
- Paweł Wendorff (reżyser)
- Robert Baliński (reżyser)
- Marcin Tercjak (dziennikarz, producent muzyczny)
- Bodo Kox (reżyser)

### Laureaci
- Grand Prix – Złota Lokomotywa za najlepszy film: etiuda szkolna Czego nikt nie wie, reż. Maciej Prykowski[6]; Warszawska Szkoła Filmowa
- Nagroda Jury – Złota Lokomotywa za najlepszy film fabularny: etiuda szkolna Kongola, reż. Sylwester Jakimow[6]; Państwowa Wyższa Szkoła Filmowa, Telewizyjna i Teatralna w Łodzi
- Nagroda Jury – Złota Lokomotywa za najlepszy film dokumentalny: etiuda szkolna Radioakcja, reż. Tomasz Jurkiewicz[6]; Wydział Radia i Telewizji Uniwersytetu Śląskiego
- Nagroda Jury – Złota Lokomotywa za najlepszą animację, wideoklip: animacja Karuzele, skutery, rodeo reż. Karolina Głusiec[6]; Wyższa Szkoła Humanistyczno-Ekonomiczna w Łodzi / University College of Falmouth; ilustracja do piosenki „Karuzele, skutery, rodeo” zespołu Lenny Valentino z albumu Uwaga! Jedzie tramwaj
- Nagroda Jury – Złota Lokomotywa za najlepszy film szkolny: Tysiąc dróg, reż. Władysława Kijewska[6]; Centrum Sztuki Dziecka w Poznaniu
- Nagroda Specjalna Jury – Złota Lokomotywa za najlepsze zdjęcia: etiuda szkolna Pralnia, reż. Michał Dąbal[6]; Warszawska Szkoła Filmowa
- Nagroda Specjalna Jury – Złota Lokomotywa za najlepszą reżyserię: etiuda szkolna Kongola, reż. Sylwester Jakimow[6]; Państwowa Wyższa Szkoła Filmowa, Telewizyjna i Teatralna w Łodzi
- Nagroda Specjalna Jury – Złota Lokomotywa za najlepszy scenariusz: etiuda szkolna  Czego nikt nie wie, reż. Maciej Prykowski[6]; Warszawska Szkoła Filmowa
- Nagroda Publiczności: animacja Karuzele, skutery, rodeo, reż. Karolina Głusiec[6]; Wyższa Szkoła Humanistyczno-Ekonomiczna w Łodzi / University College of Falmouth

## 4 edycja (2009)

### Jury
Skład jury:
- Leszek Boguszewski (Amatorski Klub Filmowy SAWA)
- Robert Gliński (reżyser)
- Zbigniew Kotecki (operator i reżyser filmów animowanych)

### Laureaci
- Grand Prix festiwalu – Złota Lokomotywa dla najlepszego filmu: Wesołych świąt, reż. Tomasz Jurkiewicz[8]
- Nagroda Jury – Złota Lokomotywa za najlepszy film fabularny: nie przyznano[8]
- Nagroda Jury – Złota Lokomotywa za najlepszy film dokumentalny, ex aequo:
  - Show jednego człowieka, reż. Tomasz Wasilewski[8]
  - Skarby Ani K, reż. Małgorzata Gryniewicz[8]
- Nagroda Jury – Złota Lokomotywa za najlepszą animację: Mieszkańcy, reż. Arkadiusz Zub[8]; kilkuminutowy film oparty na wierszu Juliana Tuwima pod tym samym tytułem
- Nagroda Specjalna Jury – Złota Lokomotywa za najlepsze zdjęcia: etiuda szkolna 7109 KM (7109 kilometrów), reż. Weronika Bilska[8]; Wydział Radia i Telewizji im. Krzysztofa Kieślowskiego Uniwersytetu Śląskiego
- Nagroda Specjalna Jury – Złota Lokomotywa najlepszą reżyserię: etiuda szkolna W drodze, reż. Paweł Wysoczański[8]; Wydział Radia i Telewizji im. Krzysztofa Kieślowskiego Uniwersytetu Śląskiego
- Wyróżnienia: 
  - Toshi, reż. Robert Roy Stajszczak[8]; Akademia Filmu i Telewizji w Warszawie; adaptacja wiersza Satoko Matsumoto pod tym samym tytułem
  - Ludmiła, reż. Bohdan Kezik[8]; historia Ludmiły Jakubczak

## 5 edycja (2010)

### Jury
Skład jury:
- Tomasz Zygadło (reżyser, scenarzysta)
- Bartosz Kędzierski (reżyser, scenarzysta i montażysta)
- Mieczysław Chudzik (operator)

### Laureaci
Podczas 5 edycji festiwalu filmy amatorskie oraz etiudy studenckie miały startowałć w konkursie w dwóch oddzielnych kategoriach, jednak tego zamierzenia nie zrealizowano.
- Grand Prix festiwalu – Złota Lokomotywa dla najlepszego filmu, ex aequo:
  - Brzydkie słowa, reż. Marcin Maziarzewski[9]; Wydział Radia i Telewizji Uniwersytetu Śląskiego
  - Do dna, reż. Maciej Głowiński[9]
- Nagroda Jury – Złota Lokomotywa za najlepszą reżyserię: Brzydkie słowa, reż. Marcin Maziarzewski[9]; Wydział Radia i Telewizji Uniwersytetu Śląskiego
- Nagroda Jury – Złota Lokomotywa za najlepszy scenariusz: Cellulit, reż. Irex Janion[9]
- Nagroda Jury – Złota Lokomotywa za najlepsze zdjęcia: Do dna, reż. Maciej Głowiński[9]
- Nagroda Specjalna Jury – Złota Lokomotywa za najlepszy film fabularny: MC. Człowiek z winylu, reż. Bartosz Warwas[9]; Państwowa Wyższa Szkoła Filmowa, Telewizyjna i Teatralna w Łodzi
- Nagroda Specjalna Jury – Złota Lokomotywa za najlepszy film dokumentalny, ex aequo:
  - Latarnik, reż. Piotr Bals[9]
  - Niewidzialni, reż. Katarzyna Gondek[9]

## 6 edycja (2011)

### Jury
Skład jury:
- Krzysztof Kalinowski (operator, realizator telewizyjny)
- Mariola Wiktor (dziennikarka filmowa)
- Piotr Pasiewicz (grafik, rysownik, performer)

### Laureaci
Kategoria „Najlepszy Film Niezależny”
- Grand Prix (Złota Lokomotywa) – Leśne Doły, reż. Sławomir Kulikowski[12]
- Wyróżnienie - Naganowskiego 9/2, reż. Emilia Zielonka[12]

Kategoria „Najlepszy Film Szkolny”
- Grand Prix (Złota Lokomotywa) – Twist & Blood, reż. Kuba Czekaj, Wydział Radia i Telewizji im. Krzysztofa Kieślowskiego Uniwersytetu Śląskiego[12]
- Wyróżnienie - Mama, tata, Bóg i szatan, reż. Paweł Jóźwiak-Rodan, Wydział Radia i Telewizji im. Krzysztofa Kieślowskiego Uniwersytetu Śląskiego[12]

W ramach 6 edycji festiwalu przyznano także Złotego Glana – przyznawaną od 2002 roku nagrodę Kina Charlie. Otrzymał ją operator filmowy, Krzysztof Ptak.